# Törlkopf (Lattengebirge)
Der Törlkopf ist ein 1704 m ü. NHN hoher Gipfel im südlichen Teil des Lattengebirges. Er liegt auf einem in nord-südlicher Richtung verlaufenden Gebirgsgrat (nach Norden zum Karkopf und nach Süden Richtung Karspitz), der hier die Grenze zwischen den Gemeinden Bischofswiesen (Gemarkung Bischofswiesener Forst) im Osten und Schneizlreuth (Gemarkung Forst Sankt Zeno) im Westen bildet.
Erreichbar ist der Kopf über den nahe verlaufenden Wanderweg vom Predigtstuhl in Richtung Ramsau und Schneizlreuth. Der Gipfel ist im Sommer ein beliebter Zwischenstopp und wird im Winter für Skitouren genutzt.
Nahe dem Gipfel befinden sich südwestlich eine Bergwachthütte und die verfallene Törlalm, nordnordöstlich auf 1293 m Höhe der Steinbergsee.

## Törlalm
Die Törlalm und anderen Almen im Lattengebirge, wurden bereits im Jahre 1386 in Archiven erwähnt und sind die ältesten der Südostecke Bayerns. Sie war in den Sommermonaten bewohnt.
Die Alm befand sich auf 1488 m Höhe ist inzwischen verfallen.